# Шапошников Сергій Миколайович
Сергій Миколайович Шапошников (13 березня 1911, Маріуполь — 11 липня 1973,  м. Ленінград, нині Санкт-Петербург) —  оперний співак (баритон), вокальний педагог. Народний артист РРФСР (1957). Грек за походженням.                                                                                                                                                                                                                                                                                                                                                                                                                                                                                                                                                                                                                                                                    

## Життєпис
Народився 13 марта 1911 року в Маріуполі в родині адвоката. Його предки Халпахчі (в перекладі з греко-татарського Шапошникови) були переселенцями з Криму. Дід — Халпахчі Іван; батько — Шапошников Микола Іванович, присяжний повірений, випускник Томського університету, помер 1939 року. В родині любили музику: батько грав на скрипці, мати — на фортепіано, а син Сергій охоче співав і з дитинства проявив музичні здібності.
Після закінчення школи Сергій Шапошников переїхав до Ленінграда, працював на заводі та навчався на вечірньому відділенні Ленінградської консерваторії (клас педагога О. Н. Ульянова).
З 1935 року соліст Ленінградського малого оперного театру (нині — Михайлівський театр), працював в цьому театрі майже сорок років.
З 1947 року викладав в Ленінградській консерваторії.
Володів надзвичайно красивим, теплим, добре поставленим голосом, рівним в усіх регістрах. 
В концертному репертуарі співака були романси і пісні П. І. Чайковського, Ф. Шуберта, Р. Шумана, А. Дворжака, радянських композиторів.
Гастролював у Болгарії, Німеччині, Ісландії, Швеції та інших зарубіжних країнах.
Помер Сергій Миколайович Шапошников 11 липня 1973 року, похований на Серафимівському кладовищі (Санкт-Петербург).
13 березня 2022 року в залі Санкт-Петербурзької державної академічної капели відбувся концерт-присвята Сергію Шапошникову «Когда продлишь в потомках жизнь свою…».

## Відзнаки
- Сталінська премія другого ступеню (1951)
- Заслужений артист РРФСР (1951)
- Народний артист РРФСР (1957)

## Вибрані оперні партії
- «Євгеній Онєгін», «Іоланта» П.  І. Чайковського — Євгеній Онєгін, Роберт
- «Травіата» Дж. Верді — Жермон
- «Севільський цирюльник» Дж. Россіні — Фігаро
- «Війна і мир» С. С. Прокофьєва — Андрій Болконський